# Ero catharinae
Ero catharinae är en spindelart som beskrevs av Eugen von Keyserling 1886. Ero catharinae ingår i släktet Ero och familjen kaparspindlar. Inga underarter finns listade i Catalogue of Life.